# Saroba asulca
Saroba asulca är en fjärilsart som beskrevs av Swinhoe 1918. Saroba asulca ingår i släktet Saroba och familjen nattflyn. Inga underarter finns listade.